# Eneko Arieta
Arieta-Araunabeña  Piedra est un nom espagnol. Le premier nom de famille, en général paternel, est Arieta-Araunabeña ; le second, en général maternel, souvent omis, est Piedra.
Ne doit pas être confondu avec Antón Arieta.
Eneko Arieta-Araunabeña Piedra, plus connu comme Arieta I, né le 21 août 1933 à Durango (Pays basque, Espagne) et mort le 27 décembre 2004 à Galdácano (Pays basque, Espagne), est un footballeur international espagnol des années 1950 et 1960 qui jouait au poste d'attaquant. Il effectue toute sa carrière avec l'Athletic Bilbao (1951-1966).

## Biographie
Eneko Arieta débute avec l'Athletic Bilbao lors de la saison 1951-1952 lors d'un match face au Sporting de Gijón (victoire 4 à 2 de l'Athletic avec deux buts d'Arieta). Il ne joue pas souvent au cours de ses deux premières saisons avec l'Athletic en raison de la présence de cinq attaquants déjà consolidés comme Iriondo, Venancio, Zarra, Panizo et Gaínza.
C'est lors de la saison 1953-1954 qu'Arieta commence à s'imposer. Il inscrit 12 buts en 24 matchs de championnat et 5 buts en 4 matchs de Coupe. Il fait partie de plus en plus souvent du onze titulaire.
La saison 1954-1955 est décisive pour Arieta avec l'arrivée de l'entraîneur Ferdinand Daucik. Les anciens attaquants comme Zarra quittent l'Athletic laissant la place aux nouveaux talents comme Arieta. Il marque 20 buts en 28 matchs de championnat et remporte la Coupe d'Espagne.
L'Athletic gagne le doublé championnat d'Espagne - Coupe d'Espagne en 1956, puis de nouveau la Coupe en 1958 face au Real Madrid de Di Stéfano (Arieta marque en finale le premier but).
Arieta met un terme à sa carrière en 1966 après avoir joué 295 matchs. Il marque en tout 170 buts dont 136 buts en championnat ce qui lui permet de faire partie des 30 meilleurs buteurs de l'histoire de la Liga.
En plus de son talent de buteur, il apportait énormément dans le travail défensif.

### Équipe nationale
Arieta joue trois matchs avec l'équipe d'Espagne et marque deux buts. Il débute le 17 mars 1955 face à la France. 
Il inscrit un but contre la Suisse et un but contre l'Angleterre.

## Palmarès
Avec l'Athletic Bilbao :
- Champion d'Espagne en 1956
- Vainqueur de la Coupe d'Espagne en 1955, 1956 et 1958